# Ulrich I. von Colditz
Ulrich I. von Colditz († 13. September 1315) war von 1304 bis 1315 Bischof von Naumburg.
Ulrich I. stammte aus der Familie von Colditz, die mit Withego II. von Colditz fast zeitgleich den Meißner Bischof stellte. Ein weiterer Meißner Bischof des 14. Jahrhunderts war Thimo von Colditz. Der Vater Ulrichs I. war Vollrad von Colditz auf Breitenhain. Weitere Bezeichnungen Ulrichs sind von Wolkenburg oder fälschlicherweise auch von Eilenburg. Möglicherweise stammte seine Mutter aus der Familie von Bünau, in die auch eine Schwester einheiratete.
Ulrich I. war Domherr in Naumburg und Pfarrer der Naumburger Stadtkirche St. Wenzel. 1297 nahm er mit Zustimmung von Papst Bonifatius VIII. noch Meißner Domherrenpfründe an. Als Bischof pflegte er ein freundschaftliches Verhältnis mit den Wettinern. Er setzte sich mehrfach für die Zisterzienserabtei Pforta und weitere Klöster ein.
Der Ort der Bestattung von Ulrich I. ist unbekannt, die Nachricht eines pompösen Begräbnisses im Naumburger Dom stammt aus der Taubeschen Chronik des Geschichtsfälschers Johann Georg Rauhe.